# Mahonia polyodonta
Mahonia polyodonta là một loài thực vật có hoa trong họ Hoàng mộc. Loài này được Fedde mô tả khoa học đầu tiên năm 1900.